# Счастливого Рождества, Дрейк и Джош
«Счастливого Рождества, Дрейк и Джош» (англ. Merry Christmas, Drake & Josh) — фильм канала «Никелодеон».Дрейк Белл, Джош Пек, Миранда Косгров, Нэнси Салливан и Джонатан Голдстайн исполняют роли из телесериала канала «Никелодеон» «Дрейк и Джош» — Джоша и Уолтера Николсов, Дрейка, Меган и Одри Паркеров. Также в фильме появлялись другие персонажи сериала. Премьера состоялась 5 декабря 2008 года. Фильм был выпущен на DVD 31 января 2009. Согласно TV Guide, фильм получил высшую оценку среди всех программ в первую неделю показа, количество зрителей — 5,6 млн.
Фильм был выпущен через 15 месяцев после окончания сериала «Дрейк и Джош».

## Сюжет
Когда приближается Рождество, родители Дрейка, Джоша и Меган, Уолтер и Одри решают отправиться в тропики, оставив детей дома. Дрейк и Меган возвращаются домой пока Джош показывает им свою рождественскую воздушную декорацию в виде снеговика, которую Меган намеренно портит. Позже в торговом центре Дрейк рассказывает Джошу, что собирается устроить вечеринку на крыше Театра «Премьера», где работает Джош. Джош не уверен, но Хелен дает разрешение, при этом ставя условие, что Дрейк будет работать Санта-Клаусом в торговом центре.
В попытке скрыться от женщины, которая хочет его поцеловать, Дрейк встречает маленькую девочку по имени Мэри Элис, которая заявляет, что она его поклонница. Пытаясь сбежать, Дрейк случайно обещает ей, что подарит ее семье лучшее Рождество. 
Дрейк дает концерт на вечеринке. Позже, коллега Джоша, Безумный Стив, показывает фотографии своей любимой деревообрабатывающей машины, которую он назвал "Салли".
Потом Крейг и Эрик предлагают Дрейку выступить на рождественском параде, но он объясняет, что собирается уехать в Лас-Вегас на концерт. Позже вечеринка нарушается неприглашенными гостями, и Джош вызывает полицию. В ходе путаницы полиция арестовывает Джоша, и он случайно падает с крыши, приземляется в кузове движущегося пикапа, а за ним преследует полиция. Он выпрыгивает, но его все равно арестовывают.
В тюрьме Джош встречает своего соседа по камере: Бладжа. Сначала Бладж пытается его избить, но Джош развлекает его фокусами. Бладж объясняет, что ему нужно поддерживать имидж жестокого заключенного, но поскольку он сдружился с Джошем, они договариваются: Бладж будет бить различные части камеры, а Джош будет изображать боль, создавая впечатление, что Бладж его избивает перед другими заключенными.
Когда Мэри Элис рассказывает о своей больной, приемной матери и занятом приемном отце Дрейку, он решает вытащить Джоша из тюрьмы, чтобы выполнить обещание. Но его тоже арестовывают, и в итоге они оба оказываются в суде. Хелен, став адвокатом братьев, убеждает судью, что они не могут сесть в тюрьму, потомучто должны выполнить обещание маленькой девочке. Судья принимает решение выпустить их, но заявляет, что если они не сдержат обещание, их немедленно отправят обратно в тюрьму. Тогда они встречают надзирателя Перри Гилберта, который заявляет, что если семья Мэри Элис не признает, что Рождество стало для них лучшим, братья вернутся за решетку.
Дрейк и Джош встречаются с приемной семьей Мэри Элис, которая состоит из близнецов Лили и Вайолет, мальчика Зигфи, говорящего на неизвестном языке, умного Трея и старшего брата Мэри Элис, Люка. Гилберт саботирует все их попытки помочь семье, и Дрейк решает подкупить Меган, обещая ей редкую обойну Royal Smith, принадлежащую другу Тревору. Меган соглашается, но затем передумывает, когда обнаруживает, что они соврали.
После нескольких штрафов от Гилберта, Джош посещает мать офицера Гилберта, которая рассказывает, что тот мечтал о живом шимпанзе на Рождество, но когда он его получил, тот его укусил и обоссал, из-за чего Гилберт возненавидел этот праздник. Дрейк и Джош решают организовать для детей рождественское пение и попасть на праздничный парад, который Дрейк изначально игнорировал. На параде, Гилберт сообщает Безумному Стиву, чтобы тот рассказал семье о необходимости выполнить обещание, иначе Дрейк и Джош снова окажутся в тюрьме. Напоминая им об этом на максимально громком голосе, Мэри Элис и ее семья решают уйти, думая, что братья добры только для того, чтобы избежать наказания.
Не сдаваясь, Дрейк и Джош решают использовать деревообрабатывающее оборудование Стива, чтобы создать снег у дома Мэри Элис, запустив в машину лед. Но они случайно разбрасывают огромные куски льда по всему району, причиняя ущерб. Попытки остановить машину приводят к тому, что братья теряют сознание.
Дрейка и Джоша возвращает домой Гилберт, который получил в подарок от Джоша шимпанзе и снова поверил в чудо Рождества. Гилберт говорит, что они всё-таки окажутся в тюрьме. Дрейк соглашается, пытается сбежать, но ему не удаётся. А Джош сильно начинает рыдать.
Они спускаются вниз и удивляются, увидев семью Мэри Элис, Безумного Стива, Хелен, Крейга, Эрика и других, которые узнали правду от Гилберта. Вся семья Мэри Элис голосует «да» за лучшее Рождество, и обвинения против Дрейка и Джоша отменяются. Бладж, одетый как Санта, спускается по дымоходу и раздает подарки, включая настоящую обойну Royal Smith для Меган. Мэри Элис и остальные замечают через окна, что идёт снег, и радуясь и удивляясь, выходят на улицу. Выясняется, что снег не настоящий. Безумный Стив использует свою машину для создания снега из сыра. В тот момент, Уолтер и Одри возвращаются с отпуска, который оказался в маленьком разрушенном домике, снесенном тропическим штормом. Братья замечают родителей, обнимаются, и все веселятся, играя в снежки из сыра.

## Создание
- Новый фильм, созданный на основе телесериала «Дрейк и Джош» и названный Merry Christmas, Drake and Josh начал сниматься 7 июля 2008, производство завершилось 15 августа 2008 года. Премьера состоялась 5 декабря 2008.
- Создатель сериала Дэн Шнайдер вернулся как сценарист и исполнительный продюсер, вместе с другим исполнительным продюсером Лорен Левин. Майкл Гроссман стал режиссёром картины.
- В отличие от предыдущего фильма о Дрейке и Джоше, «Дрейк и Джош в Голливуде», этот фильм был показан в высоком качестве.

## Музыка
- Тема на заставке фильма называется Christmas Promise была создана композитором сериала «Дрейк и Джош» Майком Бэкхаузом.
- Миранда Косгров сделала кавер-версию Christmas Wrapping, и песня стала синглом фильма, но саундтрек так и не вышел.
- Дрейк Белл снял клип на свою кавер-версию Jingle Bells которая рекламировала фильм. Её можно посмотреть на DVD.

## Персонажи

### Из сериала
Подавляющее большинство персонажей сериала появлялись в фильме, играли их те же актёры.
| Персонаж           | Актёр/Актриса      |
| ------------------ | ------------------ |
| Дрейк Паркер       | Дрейк Белл         |
| Джош Николс        | Джош Пек           |
| Меган Паркер       | Миранда Косгров    |
| Уолтер Николс      | Джонатан Голстайн  |
| Одри Паркер Николс | Нэнси Салливан     |
| Минди Креншоу      | Эллисон Скальотти  |
| Крейг Рамирес      | Алек Медлок        |
| Эрик Блонновитц    | Скотт Хальберштадт |
| Хелен Дубойз       | Иветт Николь Браун |
| Чокнутый Стив      | Джерри Трейнор     |

### Только в фильме
| Персонаж             | Актёр/Актриса    |
| -------------------- | ---------------- |
| Мэри Элис Йоханнсон  | Бейли Мэдисон    |
| Люк                  | Девон Грайе      |
| Лили                 | Козетт Голдстайн |
| Вайолет              | Камиль Голстайн  |
| Трей                 | Дэйвен Уилсон    |
| Зигфри               | Дэвид Гор        |
| Офицер Перри Гилберт | Дэвид Прескотт   |
| Судья Ньюман         | Генри Уинклер    |
| Бладж Клаус          | Кимбо Слайс      |

### Специальные роли
| Персонаж      | Актёр/Актриса |
| ------------- | ------------- |
| Гейвин        | Джейк Ферроу  |
| Миссис Хейфер | Джулия Даффи  |

## Рейтинги
- Премьера фильма побила рекорд среди фильмов канала «Никелодеон» с 9,10 миллионами зрителей[4].

| Никелодеон | Дата и время (Eastern) | Зрители (млн) |
| ---------- | ---------------------- | ------------- |
| 1          | 5 декабря 2008 20.00   | 8.09          |
| 2          | 6 декабря 2008 11.00   | 4.76          |
| 3          | 6 декабря 2008 19.00   | 4.15          |
| 4          | 7 декабря 2008 19.00   | 4.31          |
| 5          | 12 декабря 2008 16.00  | 4.30          |
| 6          | 12 декабря 2008 19.00  | 5.50          |
| 7          | 12 декабря 2008 19.00  | 4.19          |
| 8          | 14 декабря 2008 16.00  | 5.42          |
| 9          | 15 декабря 2008 19.00  | 2.73          |
| 10         | 20 декабря 2008 19.00  | 3.24          |
| 11         | 22 декабря 2008 17.00  | 3.94          |
| 12         | 23 декабря 2008 19.00  | 5.67          |
| 13         | 24 декабря 2008 15.00  | 6.47          |
| 14         | 25 декабря 2008 14.00  | 8.97          |
| 15         | 25 декабря 2008 16.00  | 1.97          |
| 16         | 25 декабря 2008 19.00  | 10.97         |
| 17         | 26 декабря 2008 15.00  | 5.19          |
| 18         | 27 декабря 2008 19.00  | 2.93          |
| 19         | 28 декабря 2008 19.00  | 1.19          |
| 20         | 29 декабря 2009 19.00  | 9.07          |
| 21         | 4 декабря 2009 20.00   | 11.12         |
| 22         | 24 декабря 2009 20.00  | 9.29          |
| 23         | 25 декабря 2009 20.00  | 9.97          |